# Saint-Martin-des-Puits
Saint-Martin-des-Puits é uma comuna francesa na região administrativa de Occitânia, no departamento de Aude. Estende-se por uma área de 6,94 km². Em 2010 a comuna tinha 27 habitantes (densidade: 3,9 hab./km²).